# Cantó de Versalles-Sud
El cantó de Versalles-Sud és un antic cantó francès del departament d'Yvelines, que estava situat al districte de Versalles. Comptava amb 5 municipis i part del de Versalles.
Va desaparèixer al 2015 i el seu territori es va dividir entre el cantó de Versalles-1, cantó de Versalles-2 i el cantó de Maurepas.

## Municipis
- Versalles (part)
- Jouy-en-Josas
- Buc
- Châteaufort
- Les Loges-en-Josas
- Toussus-le-Noble

## Història
| Data d'elecció                           | Identitat           | Partit                      | Qualitat |
| ---------------------------------------- | ------------------- | --------------------------- | -------- |
| 1945-1951                                | Robert Gravaud      | PCF                         |          |
| 1951-1958                                | M. Richard          | RPF, després sense etiqueta |          |
| 1958-1973                                | M. Meissonnier      | Divers droite               |          |
| 1973-1979                                | Jacques Toutain     | Divers droite, després UDF  |          |
| 1979-1998                                | André Damien        | UDF-CDS                     |          |
| 1998-2011                                | Monique Le Saint    | RPR, després UMP            |          |
| 2011-                                    | Marie-Hélène Aubert | Divers droite               |          |
| les dades anteriors no són pas conegudes |                     |                             |          |
|                                          |                     |                             |          |